# Viguieranthus longiracemosus
Viguieranthus longiracemosus är en ärtväxtart som beskrevs av Villiers. Viguieranthus longiracemosus ingår i släktet Viguieranthus och familjen ärtväxter. Inga underarter finns listade i Catalogue of Life.